# Archidiocèse de São Paulo
L'archidiocèse de São Paulo (en latin : archidiœcesis Sancti Pauli in Brasilia ; en portugais : arquidiocese de São Paulo) est une Église particulière de l'Église catholique au Brésil.
Son siège se situe dans la ville de São Paulo, capitale de l'État de São Paulo.
Depuis 2007, son archevêque est Odilo Scherer.

## Historique
L'histoire de l'Église catholique à São Paulo se confond naturellement avec l'histoire de sa propre ville. En 1553, à l'initiative de Tomé de Sousa, gouverneur général du Brésil, et avec l'aide du père Leonardo Nunes, a été fondé un village auquel il a donné le nom de Santo André da Borda do Campo, peuplé depuis 1550 par une population minuscule et constamment menacée par les attaques de la population indigène de la région. En 1554, certains prêtres jésuites, dirigées par le Portugais Manuel da Nóbrega sont allés à la Serra do Mar jusqu'au plateau où ils ont construit un collège entre les rivières Anhangabaú et Tamanduateí, marquant la fondation de São Paulo.
En peu de temps, un village a commencé à se former autour du Collège des Jésuites et, en 1560, le nouveau Gouverneur général du Brésil, Mem de Sá, commande la fin du village de Santo André da Borda do Campo et tous ses habitants s'installent dans les champs de Piratininga.
Avec cet acte, São Paulo Piratininga a gagné son statut de village et pilori. En 1591 il a commencé à accueillir une paroisse.
Pendant près de deux cents ans, São Paulo était sous la domination de divers diocèses. En 1551 tout le Brésil était hiérarchiquement dépendant du diocèse de Funchal (Madère), lorsque le 25 février de cette année a été fondé le diocèse de São Salvador de Bahia. Avec la fondation de Prélature de Rio de Janeiro en 1575, le village lui est soumis. Cette prélature devient le diocèse de São Sebastião do Rio de Janeiro en 1676, et le demeure jusqu'en décembre 1745.

## Le diocèse de São Paulo
Le « diocèse de São Paulo » est créé le 6 décembre 1745 par bulle du pape Benoît XIV intitulée Candor lucis æternæ.
Depuis lors, l'Église catholique commence à se ramifier plus rapidement, avec la croissance de la ville et de l'évêché dans son ensemble. En 1892, le diocèse de São Paulo était responsable d'un territoire semblable à l'actuelle Ukraine, couvrant les territoires des États de Paraná et Santa Catarina, en plus de la partie sud de Minas Gerais. Cette année-là, le diocèse de Curitiba est créé, couvrant Paraná et Santa Catarina.

## L'archidiocèse de São Paulo
Le 7 juin 1908, le diocèse de São Paulo — auquel avait déjà été soustraite la partie érigée en diocèse de Campagne (1907) dans le sud de l'État de Minas Gerais — perd une grande partie de son territoire avec la création des diocèses de Botucatu, Campinas, Taubaté, Ribeirão Preto et São Carlos do Pinhal,(en).
Jusqu'en 1989 le territoire de l'archidiocèse de São Paulo a continué de diminuer avec la création de nouveaux diocèses : Santos (pt) et Sorocaba (1924), Bragança Paulista (pt) (1925) Santo André (pt) (1954) Aparecida (1958), Mogi das Cruzes (pt) (1962), Jundiaí (pt) (1966), Guarulhos (1981) et Campo Limpo (pt), Osasco (pt), Santo Amaro (pt) et São Miguel Paulista (pt)    (1989).